# La donna della domenica
La donna della domenica é um filme de drama policial franco-italiano de 1975, dirigido por Luigi Comencini.

## Sinopse
O plicial Santamaria está investigando o assassinato do arquiteto Garrone e as investigações o dirigem para a alta sociedade de Turim. Santamaria suspeita de Anna Carla, mas ao mesmo tempo se apaixona por ela.

## Elenco
- Marcello Mastroianni.... comissário Salvatore Santamaria
- Jacqueline Bisset.... Anna Carla Dosio
- Jean-Louis Trintignant.... Massimo Campi
- Aldo Reggiani.... Lello Riviera
- Maria Teresa Albani.... Virginia Tabusso
- Omero Antonutti.... Benito
- Gigi Ballista.... Vollero
- Fortunato Cecilia.... Nicosia
- Claudio Gora.... Garrone
- Franco Nebbia.... Bonetto
- Lina Volonghi.... Ines Tabusso
- Pino Caruso.... De Palma